# Њу Сарпи (Луизијана)
Њу Сарпи (енгл. New Sarpy) насељено је место без административног статуса у америчкој савезној држави Луизијана.

## Демографија
По попису из 2010. године број становника је 1.464, што је 104 (-6,6%) становника мање него 2000. године.
| Група             | 2000.       | 2010.       |
| Белци             | 716 (45,7%) | 664 (45,4%) |
| Афроамериканци    | 809 (51,6%) | 750 (51,2%) |
| Азијати           | 1 (0,1%)    | 1 (0,1%)    |
| Хиспаноамериканци | 27 (1,7%)   | 23 (1,6%)   |
| Укупно            | 1.568       | 1.464       |